# Kerguelenplateau

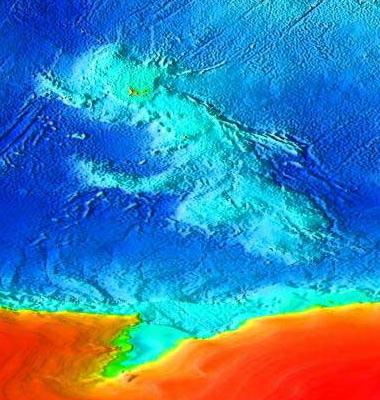
Topografie des Kerguelenplateaus. Auf beiden Seiten dehnen sich die Elan Bank nach Westen und die William Ridge nach Osten aus.

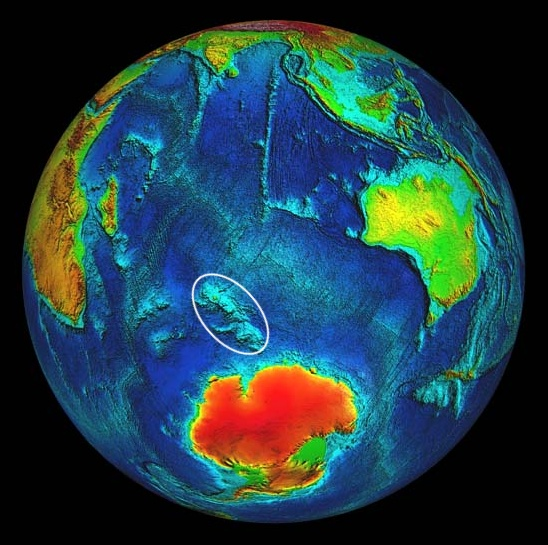
Lage des Kerguelenplateaus im Indischen Ozean, markiert durch eine weiße Ellipse

Das Kerguelenplateau ist ein Ozeanisches Plateau und eine Large Igneous Province (LIP) im südlichen Indischen Ozean.  Es liegt ungefähr 3000 km südwestlich Australiens und bildet grob betrachtet ein von Nordwesten nach Südosten mehr als 2300 km langes und bis zu 600 km breites Rechteck. Das Plateau ist im Mittel 2000 m höher als der umliegende Meeresboden und erhebt sich mit dem Kerguelen-Archipel sowie der Heard-Insel und den McDonald-Inseln über den Meeresspiegel.

## Geografische Ausdehnung
Das Kerguelenplateau ist mit einer Fläche von ungefähr 1.250.000 km² eine der größten LIP der Erde. Es liegt auf der Antarktischen Platte und ist von Australien durch den Südostindischen Rücken, von Afrika durch den Südwestindischen Rücken und von der antarktischen Landmasse durch zwei Tiefseebecken getrennt. Obwohl das Broken Ridge Plateau und der Neunzig-Grad-Ost-Rücken nördlich des Mittelozeanischen Rückens des Indischen Ozeans liegen, teilen sie sich mit dem Kerguelenplateau die Entstehungsgeschichte.

## Geologische Entwicklung

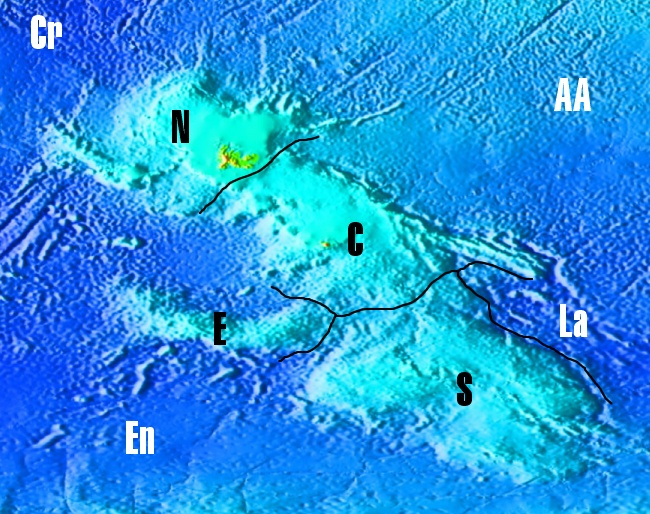
Unterteilung des Plateaus
N: Nordteil mit den Kerguelen-Inseln;
C: Zentralteil mit den Heard-Inseln;
S: Südteil; E: Elan-Bank;
Umgebende Tiefseebecken: (En)derby-, (Cr)ozet-,
(AA)=Australisch-Antarktisches- und (La)buan-Becken

Unter dem Plateau liegt im Erdmantel ein sogenannter Hotspot, der als ursächlich für die Entstehung des Kerguelen-Archipels und den heutigen Vulkanismus auf den Heard und McDonaldinseln angenommen wird. Die Entstehung des Plateaus begann kurz nach dem Auseinanderbrechen von Gondwana vor ungefähr 130 Millionen Jahren (mya). Seit diesem Entstehen des heutigen Indischen Ozeans hat der nahezu ortsfeste und sehr ausgedehnte Kerguelen-Hotspot einige markante, heute weit voneinander entfernt liegende Strukturen erzeugt. In zeitlicher Reihenfolge der Entstehung sind dies:
- 132 bis 123 mya: die Bunbury-Basalte in West-Australien
- 118 mya: die Rajmahal Trapps im nordöstlichen Indien
- 119 bis 110 mya: das südliche Kerguelenplateau (SKP)
- 115 mya: verschiedene Lamprophyre in Indien und in Antarktika
- 108 mya: die Elan Bank
- um 100 mya: das zentrale Kerguelenplateau (CKP)
- 95 mya: die Broken Ridge
- 68 mya: die Skiff Bank
- 82 mya bis 38 mya: der Neunzig-Grad-Ost-Rücken
- 35 mya: das nördliche Kerguelenplateau (NKP)

Das heute favorisierte Modell des zeitlichen Verlaufes erklärt die gefundenen Strukturen mit einer langen und komplexen Wechselwirkung zwischen dem Kerguelen-Hotspot und dem Trennungsvorgang der indischen, australischen und antarktischen Platte. Das Kerguelenplateau selbst markiert im Wesentlichen die Position des Hotspots unter der ozeanischen Kruste im heutigen Indischen Ozean und lässt die Bewegung der antarktischen Platte erkennen. Andere Gesteine wurden durch die Bewegung der indischen und australischen Platte von der Lage des Hotspots wegtransportiert. Da es sich um die Trennung dreier Platten handelt, gibt es drei unterschiedliche Richtungen und Geschwindigkeiten der Gesteinswanderung. Man findet heute Gesteine aus dem Kerguelen-Hotspot im Kerguelenplateau auf der antarktischen Platte, westlich Australiens auf der australischen Platte und südlich Indiens auf der indischen Platte. Die Gesteine selbst des Plateaus unterscheiden sich deutlich von denen mittelozeanischer Rücken und enthalten Teile kontinentaler Kruste.

### Trennung von Indien und Australien
Die ältesten vulkanischen Ereignisse, die mit dem Kerguelen-Hotspot verbunden werden, sind die Entstehung der Basalte von Bunbury im südwestlichen Australien und der Rajmahal Trapps im östlichen Indien. Diese kontinentalen Basalte entstanden zusammen mit dem südlichen und ältesten Teil des Kerguelenplateaus während der ersten Öffnung des heutigen Indischen Ozeans. Aus der Beschaffenheit der Basalte lassen sich bisher keine besonderen Eigenschaften des Magmas aus dem Hotspot herleiten.

### Trennung von Indien und Antarktika
Die Magmaproduktion des Kerguelen-Hotspots erreichte in der Zeit vor 120 Millionen Jahren bis vor 95 Millionen Jahren ihr Maximum und erreichte bis zu 0,9 km³ pro Jahr. Aus dieser Zeit lassen sich aber keine Spuren der Plattenbewegung wie ozeanische Rücken oder untermeerische Bergketten finden. Diese große Magmaproduktion fällt zeitlich mit der Entstehung von mikrokontinentalen Bruchstücken wie der Elan-Bank zusammen. Seit sich der Indische Ozean vor 130 Millionen Jahren zu öffnen begann, hat sich der Hotspot ungefähr 3 bis 10 Breitengrade nach Süden verschoben und sich dabei ständig von der Grenze zwischen der indischen und der antarktischen Platte entfernt. Die Elan-Bank und das südliche Kerguelenplateau waren ursprünglich mit dem indischen Kontinent verbunden und zeigen bis heute einen großen Anteil kontinentaler Lithosphäre.

### Vulkanismus im Känozoikum
Der Kerguelen-Hotspot erzeugte zwischen 82 und 38 mya den ungefähr 5000 km langen Neunzig-Grad-Ost-Rücken, dessen Gesteinszusammensetzung darauf hindeutet, dass er in der Nähe einer Spreizungszone entstand. Ein Gegenstück dieser Struktur auf der antarktischen Platte fehlt jedoch. Das etwas später entstandene nördliche Kerguelenplateau lagerte sich über relativ alter ozeanischer Kruste ab und besteht im Wesentlichen aus Flutbasalten. Am Ende dieser Phase kam es zu einer Verlagerung der Spreizungszone nach Norden, danach konnte der Hotspot nur noch die antarktische Platte beeinflussen. Bis vor ungefähr einer Million Jahre lässt sich auf den Kerguelen-Inseln vulkanische Aktivität nachweisen. Innerhalb der letzten 21 Millionen Jahre entstanden verschiedene vulkanische Strukturen im zentralen Kerguelenplateau, darunter die Heard und McDonaldinseln, auf denen bis heute aktive Vulkane existieren.
Vor 65 Millionen Jahren waren das zentrale Kerguelenplateau und Broken Ridge verbunden und lagen in der Nähe der Plattengrenzen im Indischen Ozean. Die Gesteine der Broken Ridge entstanden während 25 Millionen Jahren hoher vulkanischer Aktivität, auf die 40 Millionen Jahre geringer Aktivität folgten.
In dieser jüngsten Phase von ausgedehntem Vulkanismus kam es häufig zu explosiven Ausbrüchen die große Mengen an Gas und Staub in die Atmosphäre entließen und damit durchaus zu globalen Umweltveränderungen geführt haben können.

### Weitere Strukturen im südlichen Indischen Ozean
Im südlichen Indischen Ozean finden sich noch andere untermeerische Strukturen wie Plateaus und Rücken, deren Entstehung mit der Trennung der Kontinente Antarktika, Indien und Australien verbunden wird, die jedoch andere Entstehungsgeschichten als das Kerguelenplateau haben. Für das vor Nordwestaustralien liegende Wallaby-Plateau, das um 136 bis 158 mya entstand, konnte keine Verbindung zu einem Hotspot gefunden werden. Auch das Naturaliste-Plateau und das Exmouth-Plateau bestehen zu einem Großteil nicht aus vulkanischen Gesteinen.

## Mikrokontinent
Bereits in den frühen 1970er-Jahren wurden Sedimente gefunden, die Braunkohle enthalten und daneben weitere kontinentale Gesteine, wie z. B. Gneis, entdeckt. Durch die Mischung von vulkanischen und kontinentalen Gesteinen unterscheidet sich das Kerguelenplateau ganz erheblich von anderen LIPs. Untersuchungen der nicht-vulkanischen Gesteine deuten darauf hin, dass wenigstens Teile des Plateaus dreimal während des Zeitraums zwischen 100 Millionen und 20 Millionen Jahren vor heute für längere Zeiträume über dem Meeresspiegel gelegen haben. Das betrifft vor allem den südlichen und den zentralen Teil des Plateaus, der südliche bildete wahrscheinlich eine Insel mit einer Fläche von ca. 500.000 km² und Bergen die bis zu 2000 m Höhe über Meeresspiegel erreichten. Während der mittleren Kreidezeit waren wahrscheinlich weite Teile der über dem Meeresspiegel liegenden Gebiete mit Nadelwäldern bedeckt.

## Meeresfauna
Am südlichen Rand des Plateaus finden sich überdurchschnittlich häufig Ansammlungen von Mink-, Pott- und Buckelwalen. Die Wale finden hier durch eine Kombination mehrerer Besonderheiten sehr gute Ernährungsmöglichkeiten. Das Plateau bildet für den Antarktischen Zirkumpolarstrom ein Hindernis, das ihn nach Norden ablenkt und dabei nährstoffreiches kaltes Tiefenwasser in die Nähe der Oberfläche bringt. Der gleiche Effekt sorgt auch für eine Verschiebung der mittleren Treibeisgrenze nach Norden. So entsteht eine Zone mit erhöhter Produktion von Kleinlebewesen wie Plankton und Krill die den Walen als Nahrungsgrundlage dienen.